# Alain Bonnafous
Pour les articles homonymes, voir Alain Bonnafous (économiste) et Bonnafous.
Alain Bonnafous est un footballeur français né le 21 juin 1969 à Montpellier dans le département de l'Hérault. Il évolue au poste de défenseur central de la fin des années 1980 à la fin des années 1990.
Formé au Montpellier Hérault Sport Club, il joue ensuite dans les clubs de division 2 de l'Olympique d'Alès, des Chamois Niortais et du CS Louhans-Cuiseaux puis il sera transféré à L’AS Saint-Etienne avant de terminer sa carrière professionnelle au club suisse du Sport Club Kriens

## Biographie
Alain Bonnafous effectue toute sa formation de footballeur au Montpellier Hérault Sport Club. Il fait ses débuts en équipe réserve en 1985-1986 et rejoint l'effectif de l'équipe première en 1988. Il dispute son premier match de championnat le 17 décembre 1988 lors d'un déplacement au Matra Racing.
En 1990, il est prêté à l'Olympique d'Alès puis transféré définitivement aux Chamois niortais en 1992. Il joue 120 matchs avec ce club avant de rejoindre Louhans-Cuiseaux en 1995.
En 1997, il s'engage dans le club suisse du Sport Club Kriens, néo-promu en LNA pour une durée d'un an. Il met fin à sa carrière professionnelle en fin de saison.

## Statistiques
Le tableau ci-dessous indique les statistiques d'Alain Bonnafous dans ses différents clubs.
| Saison      | Club                | Pays   | Championnat | Championnat | Championnat | Coupes nationales | Coupes nationales |
| Saison      | Club                | Pays   | Division    | Matchs      | Buts        | Matchs            | Buts              |
| ----------- | ------------------- | ------ | ----------- | ----------- | ----------- | ----------------- | ----------------- |
| 1988 - 1989 | Montpellier HSC     | France | Division 1  | 8           | 0           | -                 | -                 |
| 1989 - 1990 | Montpellier HSC     | France | Division 1  | 8           | 0           | -                 | -                 |
| 1990 - 1991 | Olympique d'Alès    | France | Division 2  | 4           | 0           | -                 | -                 |
| 1991 - 1992 | Olympique d'Alès    | France | Division 2  | 23          | 0           | 2                 | 0                 |
| 1992 - 1993 | Chamois Niortais    | France | Division 2  | 32          | 0           | 1                 | 0                 |
| 1993 - 1994 | Chamois Niortais    | France | Division 2  | 41          | 0           | -                 | -                 |
| 1994 - 1995 | Chamois Niortais    | France | Division 2  | 35          | 0           | 1                 | 0                 |
| 1995 - 1996 | CS Louhans-Cuiseaux | France | Division 2  | 30          | 0           | 2                 | 0                 |
| 1996 - 1997 | CS Louhans-Cuiseaux | France | Division 2  | 28          | 0           | 2                 | 0                 |
| 1997 - 1998 | Sport Club Kriens   | Suisse | LNA         | 17          | ?           | ?                 | ?                 |